# ژان-لوک دوگون
ژان-لوک دوگون (فرانسوی: Jean-Luc Dogon‎؛ زادهٔ ۱۳ اکتبر ۱۹۶۷) بازیکن سابق و مربی فوتبال اهل فرانسه است.
از باشگاه‌هایی که در آن بازی کرده‌است می‌توان به باشگاه فوتبال استراسبورگ، باشگاه فوتبال رن و باشگاه فوتبال بوردو اشاره کرد.
وی همچنین در تیم ملی فوتبال فرانسه بازی کرده‌است.